# Killer Bean Forever
Killer Bean Forever, conocida en español como El Frijol Invencible o Max El Frijol Invencible, es una película animada en computadora de 2009, escrita, producida y dirigida por Jeff Lew. La película se desarrolla en un mundo de frijoles antropomórficos, contando la historia de un grano de café llamado Jack Bean.

## Argumento
En Beantown, a las 2 de la mañana, una pandilla está haciendo una fiesta muy ruidosa en un almacén, que no deja dormir a Jack Bean, más conocido como "Killer Bean". Este llama al líder de la pandilla, pidiéndole que baje el volumen. Este no obedece, por lo que Killer Bean lo amenaza con ir y solucionarlo a su manera. El líder lo ignora y siguen bailando hasta que Killer Bean llega repentinamente, y causa una masacre, matando a todos allí. Antes de matar al líder, este llama a un tal Vagan, y antes de morir, le pregunta a Killer Bean si sabe quién es su tío.
Algún rato después, el Detective Cromwell y un policía investigan la situación, y encuentran un poco de evidencia con un casquillo de bala marcado con el nombre de Killer Bean. Entonces, aparece un auto familiar, y Cromwell detiene el vehículo, y aparece Vagan. Ellos charlan respecto al almacén donde ocurrió la masacre, el cual es al parecer de Vagan, y luego de algunas amenazas, intentan arrestarlo, pero deciden no hacerlo ya que no valdría la pena sabiendo que Vagan tiene de su lado a sus habilidosos abogados.
Ya por la mañana, varios policías y la prensa se encuentran en el lugar, y Killer Bean, al despertarse, inspecciona un poco antes de que sea llamado por su jefe, quien se dio cuenta de la situación y le dice a Killer Bean que se distrajo de su misión y que atrajo bastante atención, algo que no debería. Luego de la llamada, Killer Bean va a realizar su misión.
En un lugar del Este, otro asesino llamado Jet Bean se encuentra en un restaurante asiático, cuando es llamado por su jefe para una misión en Beantown. A pesar de estar muy lejos, este acepta. Al irse del restaurante, el dueño del local le recuerda de que tiene una cuenta sin pagar por 3 meses, y como Jet Bean no iba a pagar en ese momento, el dueño llama al chef, quien es noqueado por Jet Bean.
De vuelta en Beantown, el mafioso Cappuccino le muestra a su departamento de drogas que sus ventas se han caído, y luego de matar a algunos empleados, Vagan llega y le cuenta de que el responsable de la masacre fue Killer Bean, y que uno de los muertos fue el sobrino de Cappuccino, quién era el líder y DJ, por lo que Cappuccino le dice que busque a Killer Bean y lo mate.
En la oficina de Cromwell, luego de un análisis a algunas evidencias de la escena del crimen junto a Harry, un amigo de Cromwell, este va a uno de los supuestos almacenes de Cappuccino.
Killer Bean también llega ahí, pero se da cuenta de que esta vacío, solo se encontraba una nota. Rápidamente se da cuenta de que se trataba de una trampa, al ser atacado por Vagan como francotirador a través de la pared. Luego de unos disparos, Killer Bean logra romper la mira del rifle. Este lee la nota, y se va a un bar al frente del lugar. La nota en cuestión decía "Shadow Bean, has llegado tarde".
En el bar, ve un poco de televisión, en donde se muestra que Killer Bean es tratado de vigilante y que Cromwell habla de que este trata de llevarlos hacia la justicia.
En ese momento llega Cromwell al bar. Ellos charlan y el detective revela que sabe mucho sobre el asesino y que al parecer, estaba justo a su lado. Al querer preguntar sobre Cappuccino, Killer Bean le responde que no puede decirlo, y Cromwell le dice que ha estado en el caso por 3 años y que también ha querido atraparlo. Cuando la situación se pone tensa, el bartender llega y los echa del bar con una escopeta. Cromwell sale del bar, y mientras Killer Bean estaba en el baño, encuentra la nota. Al salir Killer Bean, este es apuntado por Cromwell, quién enojadamente pregunta quién es Shadow Bean. Como Killer Bean no puede responder, agrede a Cromwell y se va.
Cromwell, al llegar a su auto, le pregunta a Harry quién es Shadow Bean. Luego de un silencio, le responde que se refería a los agentes de alta capacidad de la agencia Sombra, los cuales hace años habían sido contratados por el gobierno para eliminar amenazas de seguridad nacional debido al fracaso de tácticas militares y diplomáticas. Fueron secretamente contratados por el gobierno debido a que eran mejores que sus propios asesinos de élite, y cuando Cromwell le pregunta si Killer Bean era uno de ellos, Harry dice que probablemente lo es, y le recomienda atraparlo con todas las unidades policíacas.
Ya por la noche, Killer Bean llega al almacén central de Cappuccino. Allí se encontraban varias cajas y unos granos de café, descansando y bebiendo cerveza. Killer Bean entra desde una ventana en el techo y asesina a los pandilleros, y luego aparecen más. Uno de ellos llama a su jefe, quién resulta ser Vagan. Luego de matar a todos los pandilleros, llegan unos mercenarios contratados por Vagan. Luego de un monólogo, estos atacan, pero Killer Bean logra matar a cada uno de ellos. Después, llegan en moto Vagan y otros tres pandilleros. A pesar de derrotar a los pandilleros en moto, no logra esquivar la moto de Vagan, la cual explota y Killer Bean queda noqueado.
Al despertar, se encuentra a Vagan, Cappuccino y un grupo de pandilleros, mientras él quedó atado a una silla. Luego de ser interrogado por Cappuccino, los pandilleros se preparan para matar a Killer Bean por no decirles nada útil, pero este se libera de la silla y mata a los pandilleros.
Después de terminar, Cappuccino le pregunta por qué vino ahí. Killer Bean le responde que solo vino a matar a Vagan, por lo que Cappuccino se va, y antes de irse, despide a Vagan, pero este es rápidamente asesinado por el ya antes mencionado.
Vagan, quién también se le conoce como Dark Bean, habla con Killer Bean acerca de que no traicionó a la agencia Sombra como él cree, que en verdad se le dio información de un grupo de asesinos antes de irse de la agencia. Killer Bean no le cree y le dice que él robó años de labores de inteligencia de la agencia. Vagan le responde que todo lo que se llevó era suyo, para poder continuar su trabajo, y este empezó a trabajar con Cappuccino por el hecho de poder matar a quién se lo merecía. Este también dice que la agencia Sombra piensa matar a Killer Bean debido a que se salió de control. Pero como Killer Bean no le cree a Vagan, este le dispara. Antes de morir, Vagan le dice que él tenía que decirsélo, que Killer Bean nunca logrará lo que él hizo.
Cromwell, que vio todo lo ocurrido, llama a todas las unidades. Debido a la muerte de Vagan, Killer Bean es desactivado de la agencia Sombra. Jet Bean llega a Beantown, listo para matar a Killer Bean y en ese momento, llega la policía al almacén a punto de arrestar a Killer Bean, pero antes de hacerlo, llega Cromwell, quién le habla, para que luego Killer Bean sea encarcelado.
Luego de encarcelarlo, Cromwell se va y Jet Bean llega al almacén. Por recibir una burla de un policía, Jet Bean lo agrede, y es arrestado. Al llegar a la comisaría, este rompe las esposas y mata a todos los policías, luego llega a la cárcel con las pistolas de Killer Bean. Luego de hablar un poco, estos inician una intensa y alargada pelea. Killer Bean, al ser casi derrotado, usa sus armas, pero al ser inefectivas, este saca una bala, la tira al aire, y la dispara, matando a Jet Bean.
Al salir, recoge el teléfono de Jet Bean y le dice a su jefe que renuncia. Este encuentra un camión de la policía lleno de armas, y con este vehículo, Killer Bean se va a detener a la agencia Sombra.

## Reparto
- Vegas E. Trip como Jack Bean/Killer Bean, el protagonista de la película, es un sicario perteneciente a la Agencia Sombra, siendo uno de sus mejores agentes. Busca a Dark Bean/Vagan con el fin de asesinarlo por haber traicionado a la Agencia.
- Bryan Session como el Detective Cromwell, un detective aliado de la policía que busca deshacerse de Capuccino, con la ayuda de  Killer Bean.
- Matthew Tyler como Cappuccino, el jefe de la mafia, quién busca vengar a su sobrino que fue asesinado por Killer Bean.
- David Guilmette como el líder de la Agencia Sombra (acreditado como The Voice en los créditos).[2] Guilmette también da voz a Harry, el compañero de Cromwell.
- Jeff Lew como Jet Bean, un asesino asiático que busca a Killer Bean para asesinarlo. También da voz a algunos personajes secundarios.

## Producción
El concepto de Killer Bean fue originado mediante dos cortos; "The Killer Bean", lanzado en 1996, hecho por Jeff Lew para practicar animación, recibiendo alrededor de 3000 visitas. Después de practicar animación por 2 años, en el 2000, Jeff Lew lanzó el segundo corto llamado "Killer Bean 2: The Party", el cual recibió más de 1 millón de visitas en iFilm. En septiembre de 2001 "Killer Bean 2: The Party" se lanzó en un recopilatoro llamado "Short6".
En 2009, se subió a YouTube una versión remasterizada del segundo corto llamada "Killer Bean 2.1", la cual ha recibido más de 2 millones y medio de visitas.
Después de recibir varias llamadas de productores cinematográficos que nunca se desarrollaron, Jeff Lew decidió continuar con su proyecto por separado. El primer guion llevó 5 meses en realizarse y la previsualización llevó 1 año y medio. Lew después publicó un anuncio en Craigslist buscando actores de voz para la película, donde hubo veinte aspirantes y cuatro seleccionados finales. El artista conceptual para los personajes fue Von Caberte.
La película fue completada en junio de 2006, con 1 año y medio de preproducción y 3 años de animación, incluyendo 1000 tomas animadas. Lew usó un sistema de captura de movimiento 2D para acelerar la producción, particularmente con la sincronización de labios (puesto que el sistema de captura de movimiento 3D más barato era de 50.000 dólares). Durante ese período de tiempo, Lew también se desempeñó como animador en algunas películas de Hollywood, como The Matrix Reloaded.
Jeff Lew subió oficialmente la película a YouTube en mayo de 2018, obteniendo 32 millones de visitas.

## Cortos
El primer corto, "The Killer Bean: The Interrogation", fue lanzado en 1996. El corto presenta a Killer Bean siendo capturado por unos mercenarios que lo interrogan.
El segundo corto, "The Killer Bean 2: The Party", fue lanzado el 8 de agosto de 2000. El corto muestra a Killer Bean molesto por la música alta en una fiesta cercana organizada por unos gánsteres, debiendo enfrentarlos para terminar el alboroto.
El tercer cortometraje, "The Killer Bean 3: Forever", estaba previsto para lanzarse en 2002, pero fue cancelado a favor del desarrollo de la película. El tráiler mostraba a Killer Bean en un techo, inhalando y exhalando.

## Recepción
La película obtuvo críticas mixtas a positivas de los espectadores, manteniendo una calificación de 6.7 en IMDb al 28 de febrero del 2022 Las críticas a la película variaron, siendo unas muy negativas y otras reseñas muy positivas. 
Scott McDanel de RMU Sentry Media describió la película como "una absoluta basura en un basurero incendiando", pero escribió que "todavía la recomendaría como una película de 'es tan malo que es bueno'". 

Films In Boxes dijo sobre la película:  
¿Qué diablos acabo de ver? Era como ver un comercial de largometraje de "Crazy frog" que se doblaba como pornografía de armas sin sentido. ¿Por qué ... por qué alguien haría esto?

- Films In Boxes, 10 de diciembre de 2011
Mientras que The Animation Files mencionó: 
Así que esos fueron mis pensamientos sobre Killer Bean Forever. ¿Es mala? Si. ¿Pero no vale la pena verlo? No exactamente. Dado que es una película de acción, la acción debe ser el tema principal y las escenas de acción son muy buenas. Podría haber sido mucho mejor, pero respeto lo que nos dio. Así que le daré a esta película un 3/10.

- The Animation Files, 6 de octubre de 2013

## Distribución
En 2008, Cinema Management Group adquirió los derechos mundiales de Killer Bean Forever. Ese mismo año, la película se proyectó para compradores en el Festival de Cine de Toronto.
La película fue lanzada en DVD en los Estados Unidos el 14 de julio de 2009, así como en Blu-ray para Alemania en septiembre de 2010.[cita requerida]
En Latinoamérica fue licenciada y distribuida en DVD por Videomax bajo el nombre de "El Frijol Invencible", incluyendo un doblaje  realizado por el estudio mexicano Dubb Studios.

## Serie
En enero de 2020, se publicó en el canal de Youtube llamado "The Killer Bean Channel" una imagen que revelaba el regreso de Killer Bean, a través de una serie que al comienzo contemplaría 10 episodios, así como participación de algunos youtubers. 
El 10 de mayo de 2020, se lanzó un teaser de la miniserie, lanzando su primer episodio el 6 de septiembre, con el youtuber Cr1TiKaL como Kessler. 
La serie, titulada "The Return of Killer Bean", tomaba lugar 11 años después de los eventos de "Killer Bean Forever". Esta presenta a Killer Bean atacando a un grupo de mercenarios, cuando un bean sobreviviente (Christopher Giersz) amenaza con dispararle a la puerta de su auto, como hizo con el de su madre, Killer Bean intenta razonar con el, afirmando que el mercenario tiene algunos problemas personales, dejándole su auto y arrojando las llaves. Dicho sobreviviente intenta encontrar las llaves en una bolsa de basura, para darse cuenta de que en realidad eran un Samsung Note 7, que explota y arroja al mercenario a un bote de basura, mientras Killer Bean huye en su auto.

## Videojuegos
En 2012, se lanzó un juego para dispositivos móviles llamado "Killer Bean: Unleashed", el cual está disponible para Android y iOS. El juego trata sobre Killer Bean huyendo de los mercenarios, mientras busca a uno de los agentes de la Agencia Sombra.
En 2021, Jeff Lew anunció que estaba desarrollando un shooter de mundo abierto llamado "Killer Bean: The Open World Game", y sería lanzado a través de la plataforma Steam. En febrero de 2023, se lanzó una demo del juego, y se espera que su lanzamiento final sea a través de Early Access, en el mes de septiembre.
Para el año 2025 todavía no se ha lanzado el juego y no ha habido más detalles del mismo.